# Бостонские мученики
Бостонские мученики — данное в традиции квакеров обозначение трёх английских членов общества Друзей: Мармадьюка Стивенсона, Уильяма Робинсона и Мэри Дайер, а также Уильяма Леддра родом с Барбадоса, приговорённых к повешению решением правительства колонии Массачусетс в январе 1659 года на основании их религиозных убеждений и казнённых публично в 1660 и 1661 годах. Многие последователи этого общества в Бостоне также были приговорены к смерти по сходным пунктам обвинений, однако их смертный приговор был заменён на изгнание из колонии Массачусетс с бичеванием в каждом городе на их пути.
Смерть Мэри Дайер на виселице в Бостоне в июне 1660 года положила конец пуританской теократии и независимости Новой Англии от законов английского королевства. В 1661 году английский король Карл II запретил правительству Массачусетса казнить людей из-за их принадлежности к квакерам. С 1684 года по указанию английского правительства вводится Массачусетский устав, а в 1686 году в колонию направляется выбранный королём губернатор для обеспечения соблюдения законодательства, установленного Англией. К 1689 году устав получил широкое распространение.

## Основание Бостона
Поселение Бостон было основано пуританами колонии Массачусетского залива, возглавляемыми Джоном Уинтропом. Названия Бостон город удостоился в 1630 году, после прибытия флота Джона Уинтропа, назначенного для управления городом еще в Англии. В течение 1640-х годов, когда Английская революция достигла своей кульминации, основатель английских квакеров Джордж Фокс обнаружил своё религиозное призвание. Управляемая Кромвелем Английская республика преследовала квакеров, поэтому в течение 1650-х годов многие из них покинули Англию, считая себя «проповедниками истины».

## Ранняя деятельность Мэри Дайер
Мэри Дайер была пуританкой и жила в колонии Массачусетс, в недавно основанном Бостоне. В 1637 году Мэри прониклась идеями Анны Хатчинсон, считавшей, что Бог может общаться с человеком напрямую, а не только через священнослужителя. Она начала организовывать группы для изучения Библии; метод их изучения противоречил действующему в колонии закону. За эту антиномичную ересь Мэри Дайер и её супруг Уильям, а также Анна Хатчинсон и их последователи были высланы из колонии в 1637/1638 годах. Вместе со своим религиозным сообществом, основателями которого они стали, они отправились в колонию Род-Айленд, в город Портсмут.

## Путешествие«Спидвелла»
В 1656 году на корабле под названием Спидвелл (Speedwell — корабль отцов-пилигримов 1620 года, наряду с «Мэйфлауэром») в Бостон прибыли восемь квакеров, в том числе Кристофер Холдер и Джон Копеланд. О их прибытии было объявлено заранее, как того требовали законы колонии. Все новоприбывшие были доставлены в суд и сразу после вынесения приговора, по приказу губернатора Джона Эндекотта, были заключены в тюрьму, ожидая высылки из колонии. Вскоре в Бостон прибыли Мэри Дайер и Анна Бурден, которые также были арестованы. После восьми недель заключения Холдер, Копеланд и другие шесть квакеров, прибывших на «Спидвелле», были депортированы назад в Англию, где они сразу стали готовить своё возвращение.

## Путешествие«Вудхауса»
В июле 1657 года вторая группа квакеров, в том числе и те шесть человек, которые ранее прибыли на «Спидвелле», направилась обратно. Они прибыли на корабле Вудхаус (Woodhouse), которым командовал сам владелец судна, Роберт Фоулер из Бридлингтона, Йоркшир, Англия. Пятеро из квакеров, руководствуясь интуицией, на этот раз сошли на берег в голландской колонии Новый Амстердам, их звали Роберт Ходсон, Ричард Дадней, Сара Гиббсон, Мэри Везерхед и Дороти Вэй.

## Конфронтация с правительством Эндекотта
Мэри Дайер, в 1652 году вместе с Роджером Уильямсом и Джоном Кларком вернувшаяся в Англию, прибыла вновь в Род-Айленд со своим мужем в 1657 году. Холдер и Копеланд вернулись назад в Массачусетс, проповедуя и привлекая к своему делу новых людей в Сандвиче, и были арестованы в Салеме Джоном Эндекоттом, проведя многие месяцы в тюрьме. После освобождения и возвращения в Сандвич они вновь были арестованы в апреле 1658 года и подвергнуты бичеванию, а затем арестованы в Бостоне в июне того же года; Холдеру в качестве наказания, установленного судом, отрезали правое ухо. Катерина Скотт, сестра Анны Хатчинсон, пыталась выступить в их защиту, но была арестована и подвергнута бичеванию.

## Бостонское правительство против квакеров
В конце 1658 года, с небольшим перевесом в голосах, правительство колонии Массачусетс приняло закон, предписывающий полицейским (даже не имея ордера на арест) арестовывать и заключать в тюрьму любого члена «квакерской секты», не являющегося жителем колонии, но находящегося в пределах их юрисдикции. Арестованные должны были быть немедленно депортированы под страхом смертной казни. Жители колонии, являющиеся членами общества квакеров и признанные виновными в беспорядках, должны быть арестованы и, если они не откажутся от своих убеждений, также высланы из колонии под страхом смертной казни. Некоторые члены общества Друзей, согласно этому закону, были обвинены и высланы.

## Стивенсон и Робинсон
Мармадьюк Стивенсон был пахарем в Йоркшире, в Англии, когда в 1655 году почувствовал в себе «любовь и присутствие Бога», в то время как шёл за своим плугом. Вскоре после этого он покинул свою семью, чтобы посвятить себя служению Богу, и в июне 1658 года, следуя велению свыше, отправился на Барбадос, а затем, услышав про постановление в Массачусетсе, отправился на Род-Айленд. Там он встретил Робинсона, одного из квакеров, прибывших на «Вудхаусе», и в июне 1659 года вместе с ним и еще двумя другими «друзьями» отправился в колонию Массачусетс, чтобы протестовать против введенного там закона о квакерах. Мэри Дайер прибыла отдельно от них, но с теми же намерениями. Все трое были арестованы и высланы, но Робинсон и Стивенсон вернулись вновь и вновь были арестованы. Мэри Дайер вернулась вслед за ними, протестуя против их заключения, но также была арестована. В октябре 1659 года губернатор Джон Эндекотт приговорил всех трёх к смертной казни.

## Казнь на Бостонской площади
Днём казни был выбран четверг, 27 октября. Обычно по четвергам проходили еженедельные собрания общины в церкви Бостона. Виселицы поставили на Бостонской площади. Заключенные, ведомые на казнь, пытались проповедовать, но их слова заглушал бой барабанов. Уильям Робинсон первым ступил на лестницу и начал громко выкрикивать слова. Он сказал присутствующим людям, что это день их испытания, и он требует от них, чтобы они обратили внимание на свет внутри себя, на свет Христа, как на знак, который он собирается подтвердить своей кровью. Пуританские священники перебили его со словами: «Закройте ему рот, пусть он умрёт со своей ложью» На последнем вздохе Робинсон сказал: «Я страдаю за Христа, в котором живу и за которого умираю».
Следующим на ступени поднялся Мармадьюк Стивенсон и сказал: «Да будет известно всем в этот день, что мы страдаем не как злодеи, а по чистой совести».
В память об этом событии 27 октября было объявлено международным днем свободы вероисповедания.

## Казнь Мэри Дайер и Уильяма Леддра
Мэри Дайер поднималась по лестнице с уже закрытым лицом и с петлёй на шее, как вдруг раздался крик: «Стойте! Её помиловали!» Казнь не привели в исполнение, Мэри опять попала под суд и была выслана за пределы колонии, однако вновь вернулась в мае 1660 года. С этого момента смертные приговоры другим арестованным колонистам не приводились в исполнение. Через десять дней после возвращения Мэри губернатор Джон Эндекотт по постановлению суда послал за ней людей и спросил, являлась ли она той же Мэри Дайер, которая побывала там ранее. После её утвердительного ответа был вынесен и приведён в исполнение смертный приговор. Прибывший с Барбадоса Уильям Леддра был казнен 14 марта 1661 года.
Дальнейшие последователи бостонских мучеников, обвинённые на основании их убеждений, были освобождены. В силу вступил новый закон, согласно которому смертная казнь заменялась изгнанием из колонии с бичеванием в каждом городе по пути. Вскоре после этих событий правительство колонии получило послание короля Карла II, который был крайне недоволен политикой преследования жителей колонии Массачусетс на основании их религиозных убеждений.